# Barbus toppini
Barbus toppini е вид лъчеперка от семейство Шаранови (Cyprinidae). Видът не е застрашен от изчезване.

## Разпространение
Разпространен е в Ботсвана, Зимбабве, Кения, Малави, Мозамбик, Свазиленд, Танзания и Южна Африка (Квазулу-Натал, Лимпопо и Мпумаланга).

## Описание
На дължина достигат до 4 cm.